# جان غرافيل
جان غرافيل هو لاعب هوكي جليد كندي، ولد في 7 ديسمبر 1927 في كيبك في كندا، وتوفي في 18 يناير 1997 في أونتاريو في كندا.

## وصلات خارجية
- جان غرافيل على موقع EliteProspects.com (الإنجليزية)
- جان غرافيل على موقع أوليمبيديا (الإنجليزية)